# Mimacraea fulvaria
Mimacraea fulvaria är en fjärilsart som beskrevs av Aurivillius 1895. Mimacraea fulvaria ingår i släktet Mimacraea och familjen juvelvingar. Inga underarter finns listade i Catalogue of Life.